# Anisagrion
Anisagrion – rodzaj ważek z  rodziny łątkowatych (Coenagrionidae).
Należą do niego następujące gatunki:
- Anisagrion allopterum
- Anisagrion inornatum
- Anisagrion kennedyi
- Anisagrion truncatipenne